# 日間賀島
日間賀島（ひまかじま）は、三河湾の離島。愛知県知多郡南知多町に属し、知多半島南端から3㎞ほど東に位置する。全域が三河湾国定公園に含まれる。人口は2015年（平成27年）の国勢調査で607世帯1,896人。地形は平坦で最高標高は30.2ｍ。「タコとフグの島」という観光PRを行なっている。篠島や佐久島と合わせて「三河湾三島」または「愛知三島」などと呼ばれる。

## 地理
知多半島・渥美半島まで10km以内と距離的に近く、また本土との生活交流が活発なため、国土交通省による離島分類では内海本土近接型離島にあたる。
日間賀島の周囲には西港の正面にある鼠島や角石（角石島）などの属島があり、下瀬（下瀬島）は干潮時のみ現れる。角石と下瀬は師崎からの航路付近にあるため、島上に灯台が設置されている。日間賀島の北東部にも無数の浅瀬があり、佐久島との中間付近にある大磯には灯台が設置されている。
南岸は150m沖合で水深10m、東岸は350m沖合で水深10mなのに対して北岸は浅く、1,000m沖合で水深20mである。篠島との中間付近には面積0.03km2の築見島があるが、築見島は一般に篠島の属島とされている。
東岸の里中と西岸の西浜の二つの集落があり、里中は中と小戸地に、西浜は新居と寺下と浪太に分かれている。日間賀島は全体がなだらかな丘陵地を形成しており、島のほぼ中央に30.2mの最高標高地点がある。
面積は0.77km2であり、皇居の約半分である。日間賀島の森林面積は4%に過ぎず、面積の31%が森林の佐久島、面積の24%が森林の篠島と比べて森林に乏しい。篠島とは違って比較的広い耕地があり、1960年代から1970年代（昭和40年代後半から昭和50年代前半）にかけてオリーブ、フキ、ウメなどの栽培がなされたが、これらは定着していない。現在は三河湾三島に農業経営体は存在しない。

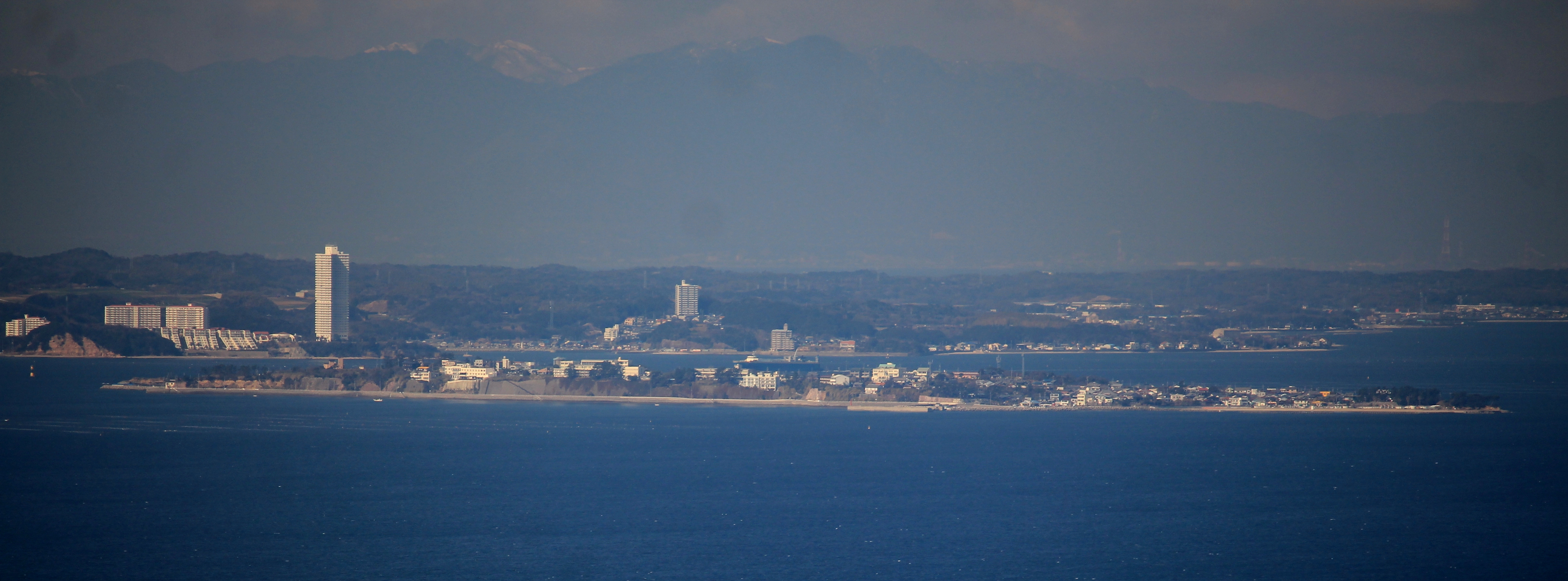
渥美半島の雨乞山から望む日間賀島と対岸の知多半島

### 気候
三河湾三島地域の気候は温暖であり、年平均気温は摂氏16度前後である。結氷や降霜は少なく、降雪はほとんどみられないが、冬季には強い季節風が吹く。1970年代の年平均降水量は1,310mmであり、2005年から2011年の平均が1,469mmだった南知多町の本土や愛知県の平均と比べてやや少ない。
| （参考）佐久島の気候           | （参考）佐久島の気候 | （参考）佐久島の気候 | （参考）佐久島の気候 | （参考）佐久島の気候 | （参考）佐久島の気候 | （参考）佐久島の気候 | （参考）佐久島の気候 | （参考）佐久島の気候 | （参考）佐久島の気候 | （参考）佐久島の気候 | （参考）佐久島の気候 | （参考）佐久島の気候 | （参考）佐久島の気候 |
| 月                             | 1月                  | 2月                  | 3月                  | 4月                  | 5月                  | 6月                  | 7月                  | 8月                  | 9月                  | 10月                 | 11月                 | 12月                 | 年                   |
| ------------------------------ | -------------------- | -------------------- | -------------------- | -------------------- | -------------------- | -------------------- | -------------------- | -------------------- | -------------------- | -------------------- | -------------------- | -------------------- | -------------------- |
| 平均最高気温 °C （°F）         | 10.1 (50.2)          | 10.4 (50.7)          | 12.8 (55)            | 17.8 (64)            | 21.0 (69.8)          | 24.6 (76.3)          | 27.9 (82.2)          | 29.4 (84.9)          | 26.8 (80.2)          | 22.4 (72.3)          | 17.5 (63.5)          | 12.4 (54.3)          | 19.5 (67.1)          |
| 日平均気温 °C （°F）           | 7.0 (44.6)           | 7.2 (45)             | 9.6 (49.3)           | 14.7 (58.5)          | 18.7 (65.7)          | 22.6 (72.7)          | 26.0 (78.8)          | 27.4 (81.3)          | 24.4 (75.9)          | 19.6 (67.3)          | 14.4 (57.9)          | 9.1 (48.4)           | 16.8 (62.2)          |
| 平均最低気温 °C （°F）         | 4.3 (39.7)           | 4.4 (39.9)           | 6.6 (43.9)           | 12.3 (54.1)          | 16.6 (61.9)          | 21.1 (70)            | 24.7 (76.5)          | 25.9 (78.6)          | 22.4 (72.3)          | 17.1 (62.8)          | 11.5 (52.7)          | 6.3 (43.3)           | 14.5 (58.1)          |
| 降水量 mm （inch）             | 52 (2.05)            | 65 (2.56)            | 84 (3.31)            | 121 (4.76)           | 145 (5.71)           | 135 (5.31)           | 136 (5.35)           | 100 (3.94)           | 197 (7.76)           | 151 (5.94)           | 67 (2.64)            | 42 (1.65)            | 1,310 (51.57)        |
| 出典：名古屋大学空電研究所資料 |                      |                      |                      |                      |                      |                      |                      |                      |                      |                      |                      |                      |                      |

| （参考）南知多町の気候 | （参考）南知多町の気候 | （参考）南知多町の気候 | （参考）南知多町の気候 | （参考）南知多町の気候 | （参考）南知多町の気候 | （参考）南知多町の気候 | （参考）南知多町の気候 | （参考）南知多町の気候 | （参考）南知多町の気候 | （参考）南知多町の気候 | （参考）南知多町の気候 | （参考）南知多町の気候 | （参考）南知多町の気候 |
| 月                     | 1月                    | 2月                    | 3月                    | 4月                    | 5月                    | 6月                    | 7月                    | 8月                    | 9月                    | 10月                   | 11月                   | 12月                   | 年                     |
| ---------------------- | ---------------------- | ---------------------- | ---------------------- | ---------------------- | ---------------------- | ---------------------- | ---------------------- | ---------------------- | ---------------------- | ---------------------- | ---------------------- | ---------------------- | ---------------------- |
| 日平均気温 °C （°F）   | 4.1 (39.4)             | 6.6 (43.9)             | 7.4 (45.3)             | 13.0 (55.4)            | 18.3 (64.9)            | 22.9 (73.2)            | 26.6 (79.9)            | 27.6 (81.7)            | 24.7 (76.5)            | 18.7 (65.7)            | 14.4 (57.9)            | 7.8 (46)               | 16.0 (60.8)            |
| 降水量 mm （inch）     | 38 (1.5)               | 81 (3.19)              | 103 (4.06)             | 124 (4.88)             | 184 (7.24)             | 179 (7.05)             | 191 (7.52)             | 84 (3.31)              | 177 (6.97)             | 169 (6.65)             | 70 (2.76)              | 70 (2.76)              | 1,469 (57.83)          |
| 出典：名古屋地方気象台 |                        |                        |                        |                        |                        |                        |                        |                        |                        |                        |                        |                        |                        |

### 人口
江戸時代に描かれた『日間賀古図』には、西里に120戸余り、東里に150戸余りが描かれた。江戸時代後期にまとめられた『尾州徇行記』による人口は938人だったが、1891年（明治24年）には1,311人、1930年（昭和5年）には1,951人と、1世紀余りの間に人口が2倍以上に増加した。その後も人口は増え続け、1955年（昭和30年）の国勢調査では過去最高値の2,788人を記録した。
しかしそこから減少に転じ、1960年（昭和35年）の調査では2,728人、1970年（昭和45年）の調査では2,622人、1980年（昭和55年）の調査では2,576人、1990年（平成2年）の調査では2,397人、2000年（平成12年）の調査では2,221人、2010年（平成22年）の調査では2,051人と、年々減少幅を拡大させている。世帯数は1975年（昭和50年）の調査で初めて600世帯を突破し、1990年調査の658世帯をピークとしながらも、2010年（平成22年）の調査でも630世帯を維持している。2010年調査での高齢者人口比率は29.4%である。
2000年（平成12年）の国勢調査による人口密度は2,882人/km2であり、2位の池島（長崎県、2,641人/km2）、3位の篠島（2,192人/km2）などを上回って日本の離島中最高だった。明治・大正・昭和にかけて篠島より人口が少なかったが、戦後には篠島の人口減少が著しく、1990年の国勢調査では日間賀島2,397人、篠島2,352人となり、2世紀以上ぶりに篠島の人口を上回った。
世帯数 / 人口
| 1792年（寛政4年）-1822年（文政5年）頃 |  | 家数238・人数938   | 尾州徇行記         |
| 1891年（明治24年）                    |  | 戸数281・人数1,311 | 角川日本地名大事典 |
| 1920年（大正9年）                     |  | 349世帯・1,617人   | 国勢調査           |
| 1930年（昭和5年）                     |  | 373世帯・1,951人   | 国勢調査           |
| 1950年（昭和25年）                    |  | 454世帯・2,601人   | 国勢調査           |
| 1970年（昭和45年）                    |  | 594世帯・2,622人   | 国勢調査           |
| 1990年（平成2年）                     |  | 658世帯・2,397人   | 国勢調査           |
| 2010年（平成22年）                    |  | 630世帯・2,051人   | 国勢調査           |
| 2015年（平成27年）                    |  | 607世帯・1,896人   | 国勢調査           |

## 歴史

### 古代から近世
東港近くの日間賀神社境内には7世紀から8世紀にかけての古墳が14基あり、北地古墳群と呼ばれている。日間賀島全体では35基の古墳があり、石錘・釣針・直刀・須恵器などが出土している。古くから渥美半島の福江（現田原市）との交流が活発で婚姻などが行われ、言語にも三河地方の文化の影響がみられる。
奈良時代の文献には三河国幡豆郡比莫島という文字がみえ、平城京にサメやクロダイが調進されていた。
江戸時代は尾張国知多郡に属する尾張藩領であり、篠島とともに千賀氏が支配した。『寛文郷帳』『天保郷帳』における村高は50石であり、『旧高旧領』『寛文覚書』では93石余だった。江戸時代もやはり漁業が中心であり、コノワタを名産とした。元禄4年（1691年）の『知多郡船勢』では日間賀島を121艘（2512石）としており、知多郡内で最も船数の多い地域だった。

### 近代から現代
1876年（明治9年）には本土の師崎村や篠島村と合併して鴻崎村となったが、1881年（明治14年）に再び三村に分離して単独で日間賀島村となった。明治中期以後には漁業に加えて養蚕業が盛んとなった。1889年（明治22年）に町村制が施行されると、知多郡日間賀島村として村制を敷いた。
江戸時代までの漁業は三河湾内に限られていたが、明治時代以降には外海に飛び出して延縄漁を行なうようになり、大正初期以降には漁船の動力船化が進んだ。1951年（昭和26年）時点でも漁船の1/3は無動力船だったが、1965年（昭和40年）には無動力船の割合は5%程度まで減少した。
1957年（昭和32年）には離島振興法の第7次指定地域となり、篠島・佐久島とともに「愛知三島」という指定地域名が付けられた。1961年（昭和36年）6月1日、内海町・豊浜町・師崎町・篠島村・日間賀島村の本土3町と離島2村が合併して南知多町となった。1958年（昭和33年）4月には三河湾国定公園に指定され、1991年（平成3年）には三河湾地域リゾート整備構想の重点整備地区に指定されている。
平成の大合併の際には南知多町・美浜町の任意合併協議会が設置されたが、南セントレア市という新市名候補に両町の住民が拒否反応を示して合併自体が不成立となった。2011年（平成23年）9月から12月にかけて、「あいちの離島80日間チャレンジ」という離島観光振興キャンペーンが行なわれた。日間賀島には27歳の女性アマチュア歌手が80日間滞在し、日間賀島のテーマソングを制作するなどの活動を行なった。2012年（平成24年）10月には佐久島に滞在したイラストレーターによって各島のゆるキャラがデザインされ、特産のタコをモチーフにした「たこみちゃん」がお披露目された。

## 教育

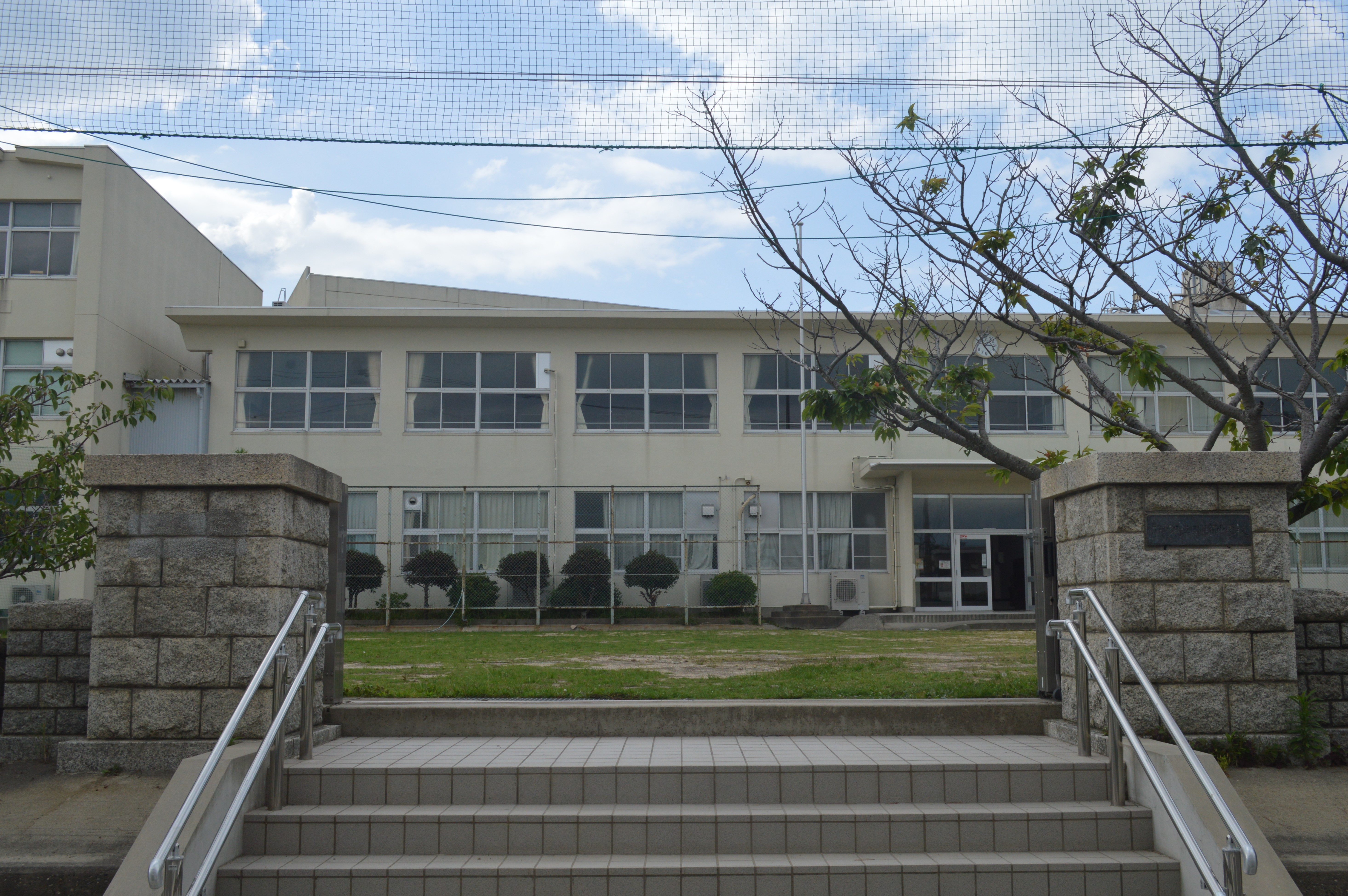
南知多町立日間賀小学校

### 小中学校
1873年（明治6年）には大光院に鳴鳳学校が創設され、1877年（明治10年）には日間賀学校と、1887年（明治20年）には簡易小学日間賀学校と、1891年（明治24年）には日間賀尋常小学校と改称された。1911年（明治44年）には現在地に移転し、1925年（大正14年）には日間賀尋常高等小学校と、1941年（昭和16年）には日間賀国民学校と改称された。
1947年（昭和22年）には日間賀島村立日間賀中学校が創設され、小学校は日間賀島村立日間賀小学校と改称された。2012年（平成24年）には日間賀小学校に58人、日間賀中学校に67人の児童生徒が通っている。

### 高校の学区
1980年（昭和55年）には愛知県立内海高校日間賀島分校が開校し、島内の中学生の高校進学率が急上昇した。1987年（昭和62年）には96人もの生徒が在籍していたが、海上交通の整備によって1990年代後半に生徒数が急減し、2001年（平成13年）に閉校となった。21年間で421人の卒業生がおり、最終年度となった2000年（平成12年）には2人の生徒が通っていた。篠島にあった内海高校篠島分校も2004年（平成16年）に閉校となり、三河湾三島から高校はなくなった。
愛知県では全日制高校普通科で学区制を敷いており、南知多町に属する日間賀島から進学可能な高校普通科は、本来ならば尾張学区所属の高校に限られるが、愛知県下全域の普通科高校に進学可能な特例が設けられている。

## 交通

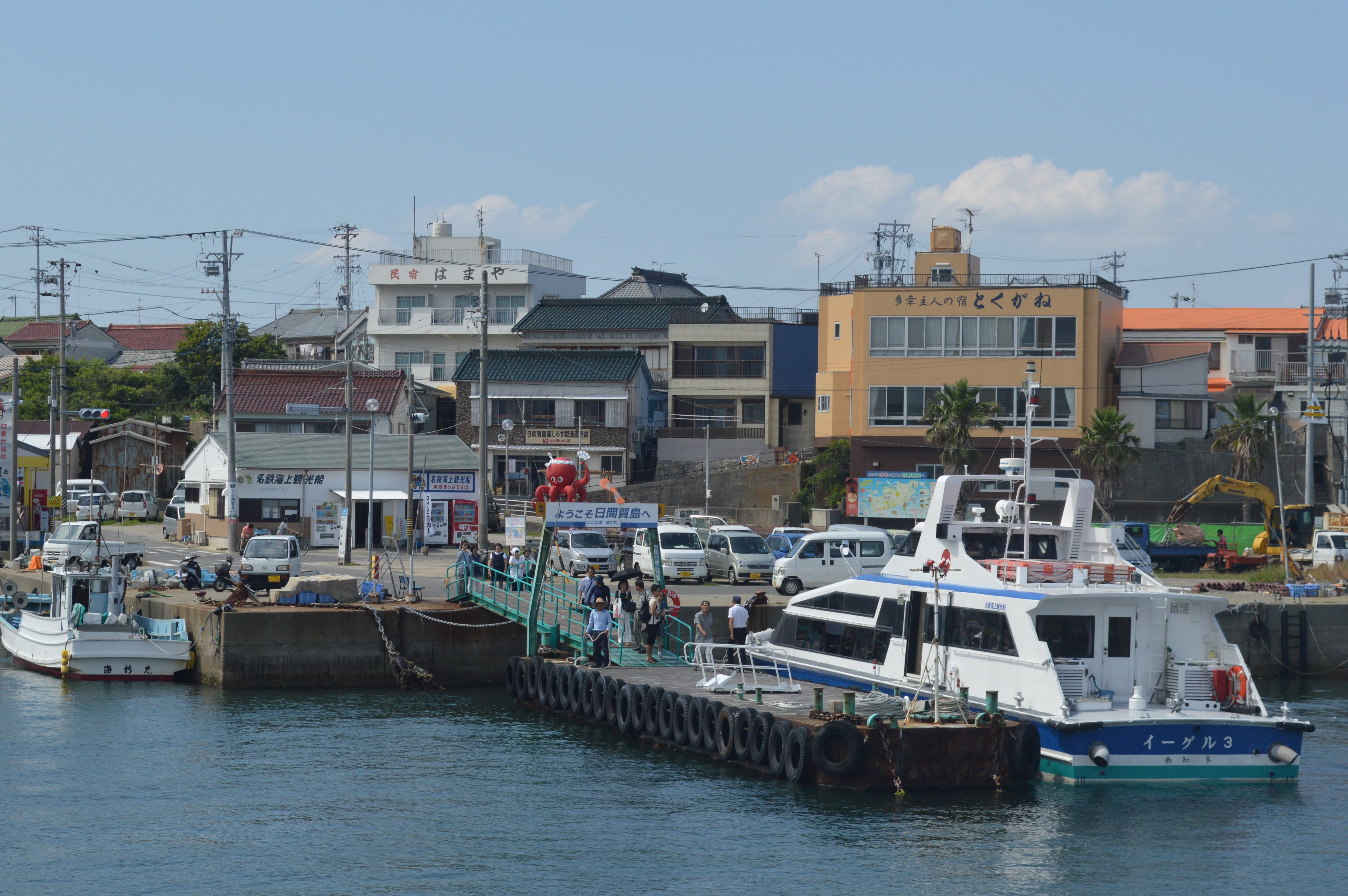
東港の乗船場

### 海上交通
名鉄海上観光船が知多半島や渥美半島と篠島港の間に高速船とカーフェリーを運航している。南知多町の師崎港と日間賀島東港、日間賀島西港、篠島港を結ぶ定期高速船は「師崎-篠島-日間賀島-師崎」の順に巡り、師崎港から日間賀島まで約15分である。同じ三河湾にある佐久島との間には定期航路が存在しないが、海上タクシーなどで行き来することができる。
名鉄が三河湾の離島航路に参入したのは1937年であり、1979年には高速船が就航した。

### 道路交通
国道も愛知県道も通っていない。
道路舗装率は85.5%であり、愛知県下の市町村道の舗装率87.1%に遜色ない。2010年（平成22年）の人口2,051人に対して、2011年（平成23年）時点で1,427台の自動車が登録されており、内訳は原動機付自転車が814台、軽自動車が588台などである。東港近くには三河湾三島で初の信号がある。定期バス路線はないが、夏季限定の無料島内巡回バスが運行されている。本島のナンバープレートには名古屋ナンバーが交付される。
交通信号機は1カ所のみ設置されており普段は終日点滅運用となっている。
2020年1月25～27日には自動運転バスの実証実験が行われた。
ヤマト運輸は本土の師崎港からトラックをカーフェリーに載せて日間賀島と篠島に輸送して集配を行っている。

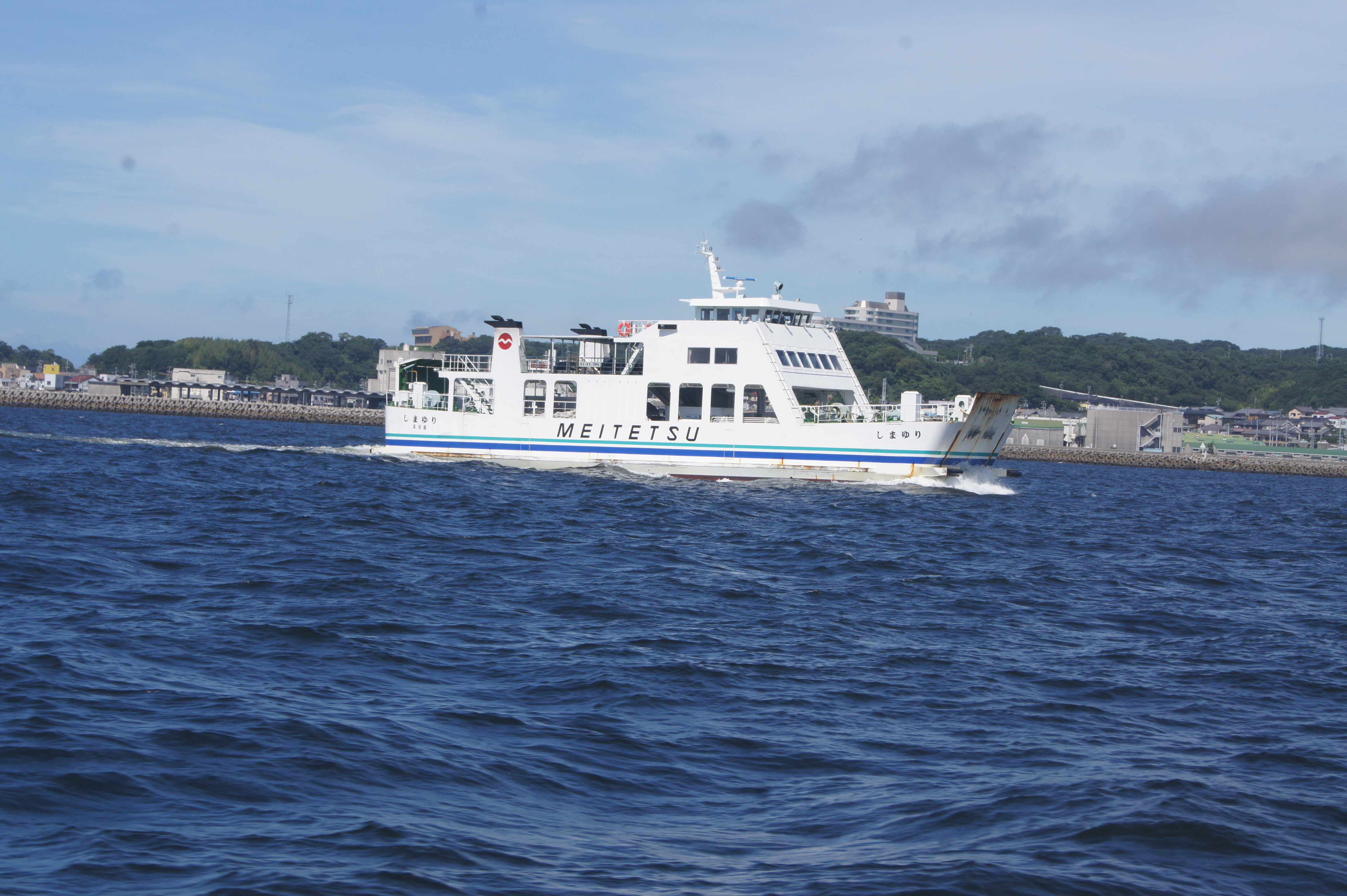
カーフェリー「しまゆり」
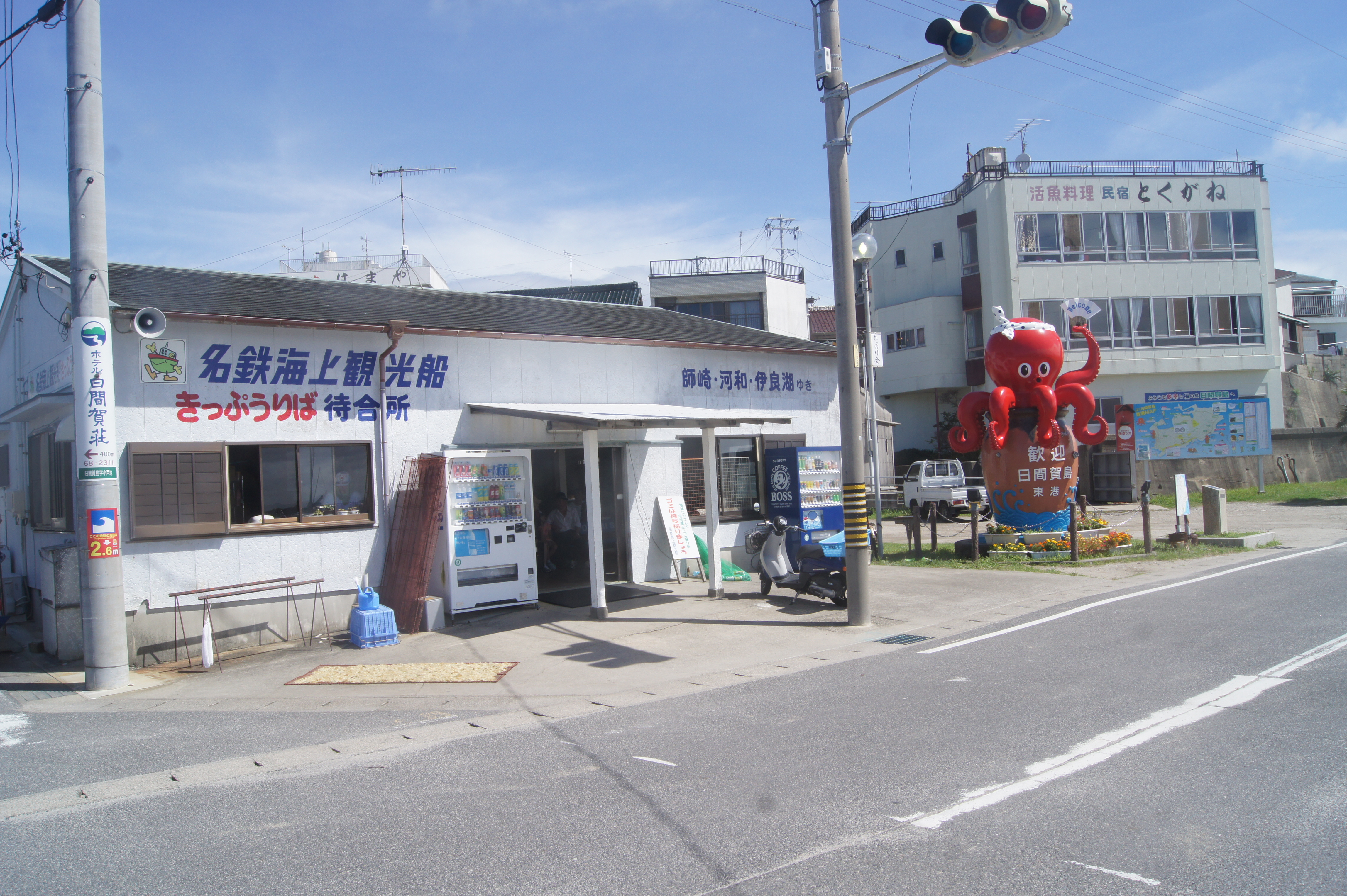
東港にある乗船券売り場
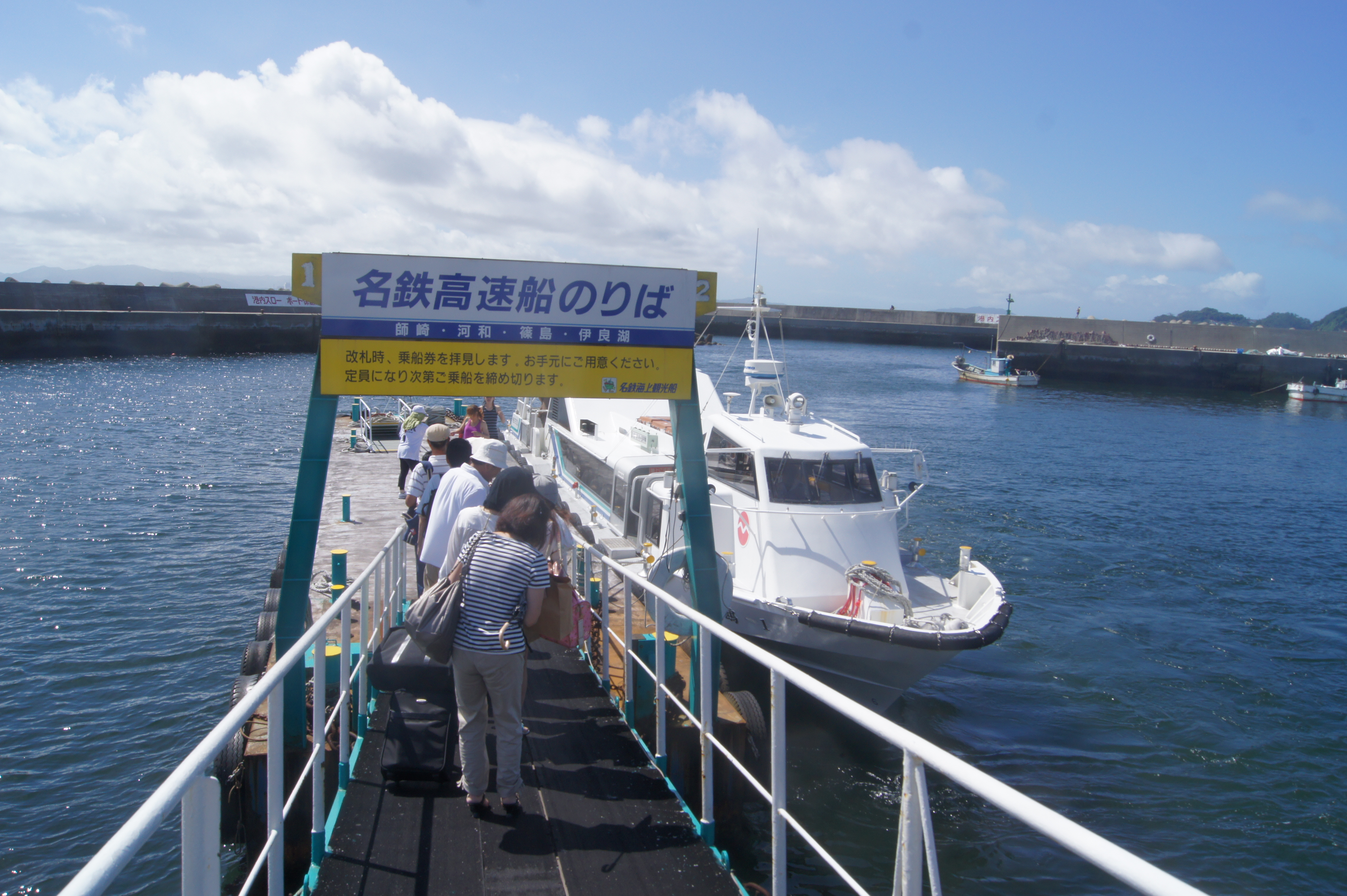
西港の乗船場

## 経済
水産業と観光業が経済の中心であり、水産業はイカナゴやシラスなどの漁船漁業、海苔などの養殖業、水産加工業などを行なっている。2011年（平成23年）の観光客数は約253,000人であり、内訳は海水浴客が約23,000人、釣り客が約90,000人、その他が約140,000人であるが、1991年（平成3年）の観光客数約430,000人から大きく減少している。
島には1999年に酒屋から模様替えして開店した島でただ一つのコンビニ、モンマートやまとが存在する。

### 水産業
1989年（平成元年）には、九州近海でフグが不漁となったのを機に「フグの島」としてアピールし、1996年（平成8年）に名古屋鉄道が「日間賀島ふぐづくしプラン」ツアーを売り出してから「フグの島」というイメージが定着した。2006年（平成18年）には愛知県がトラフグの漁獲量全国1位となり、愛知県は特に12月までの漁獲量が多い。1995年（平成7年）からは本土の南知多ビーチランドからイルカを借り出して日間賀島の海水浴場で泳がせ、「イルカの島」というアピールも行っている。

### 観光業
夏場のタコ、冬場のフグ（フク）を観光の目玉にしており、海水浴客や釣り客も多い。安楽寺の別堂にはたこ阿弥陀が鎮座しており、日間賀島は古くからタコとの縁が深かったが、1980年代半ばに「タコの島」というアピールを始めた。東西の港前にはタコのオブジェがあり、タコがデザインされたマンホールのふたなど、島内の至る所にタコをモチーフにした物がある。
1989年（平成元年）にはサメ漁やタコ漁に用いられる漁具などを展示する日間賀島資料館が開館した。2012年（平成24年）には新築移転された日間賀島駐在所の外観がタコに似せられ、赤く塗られた建物が観光スポットの一つとなっている。

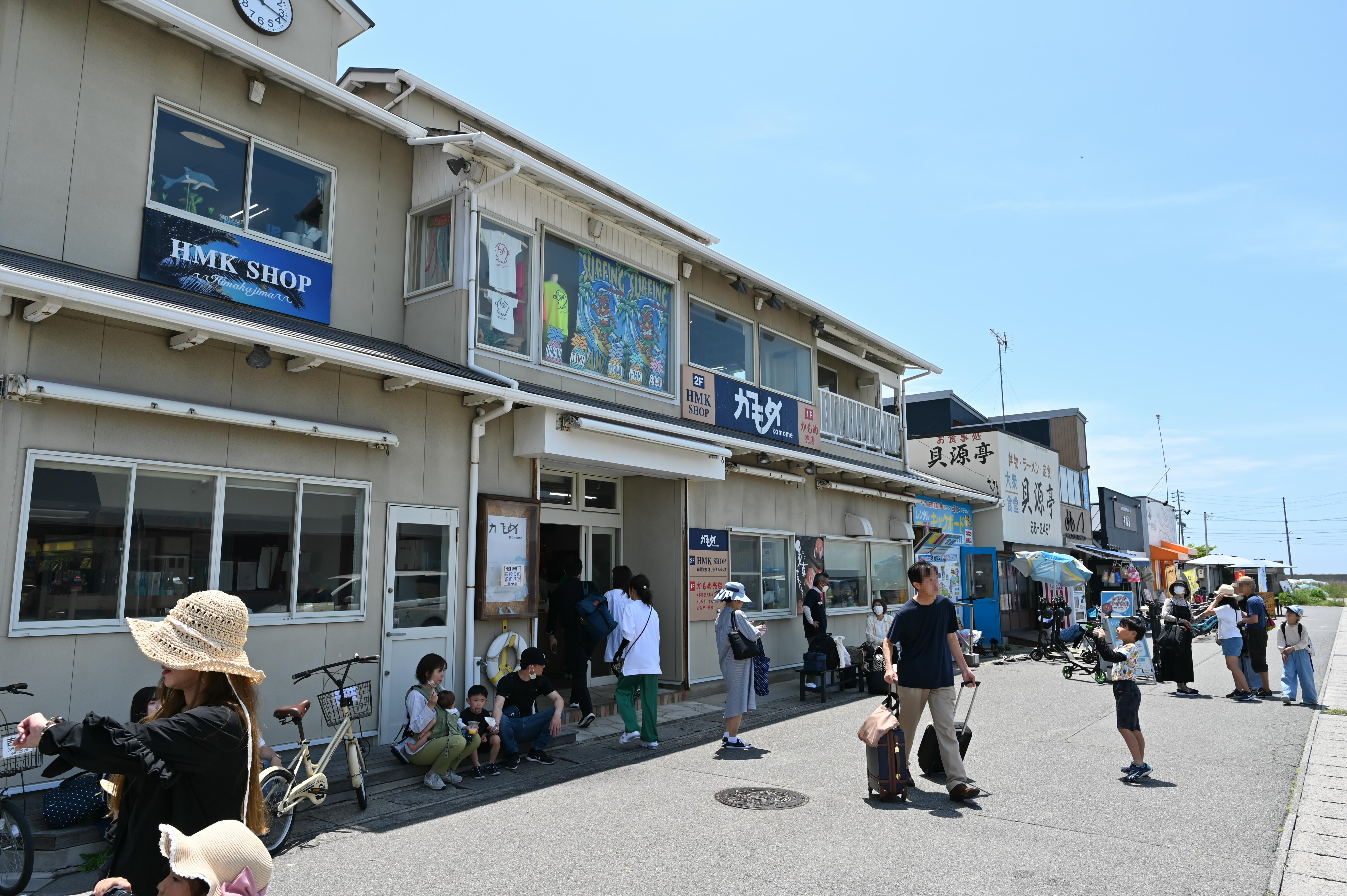
西港の商業施設群
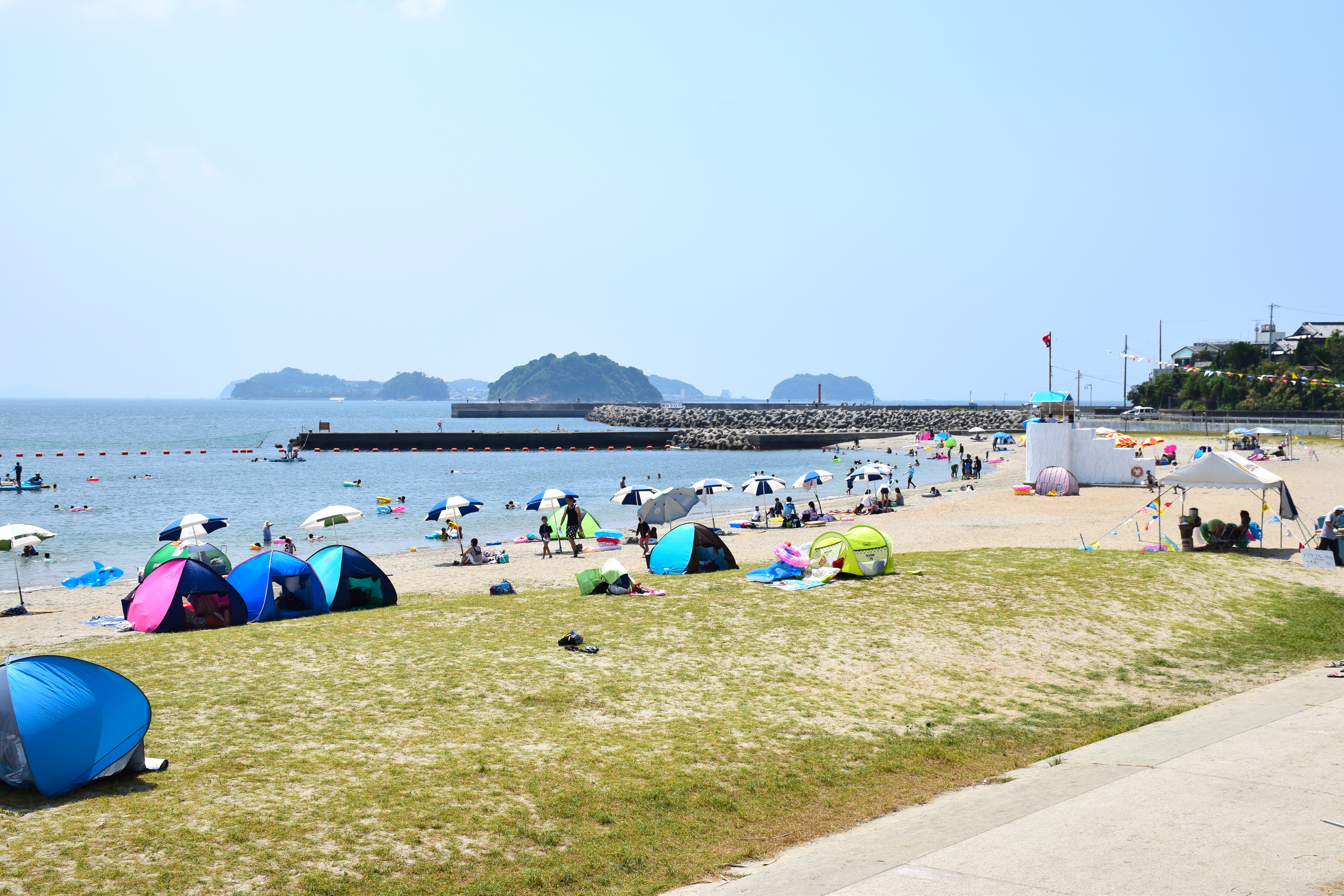
サンライズビーチ
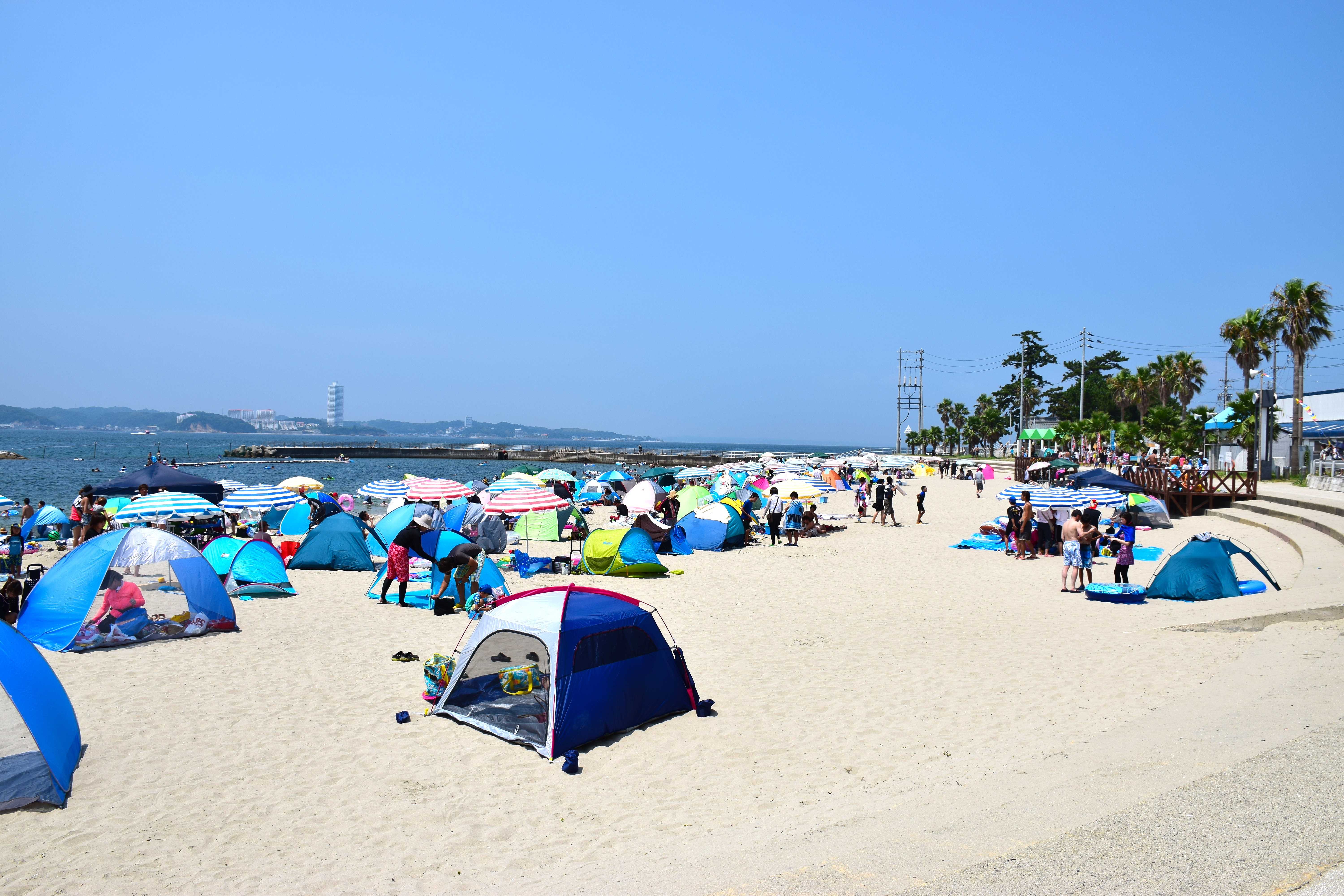
サンセットビーチ
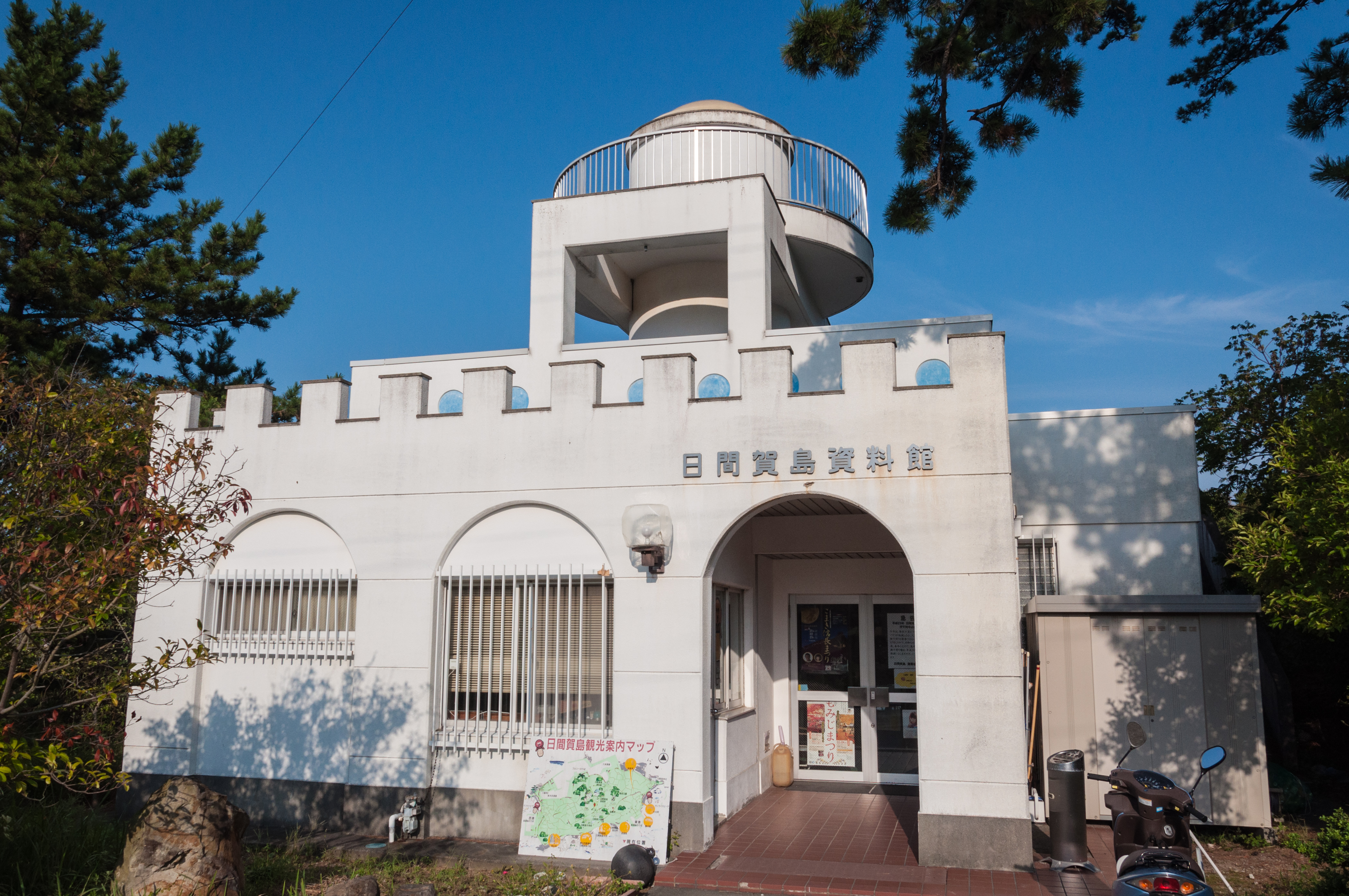
日間賀島資料館
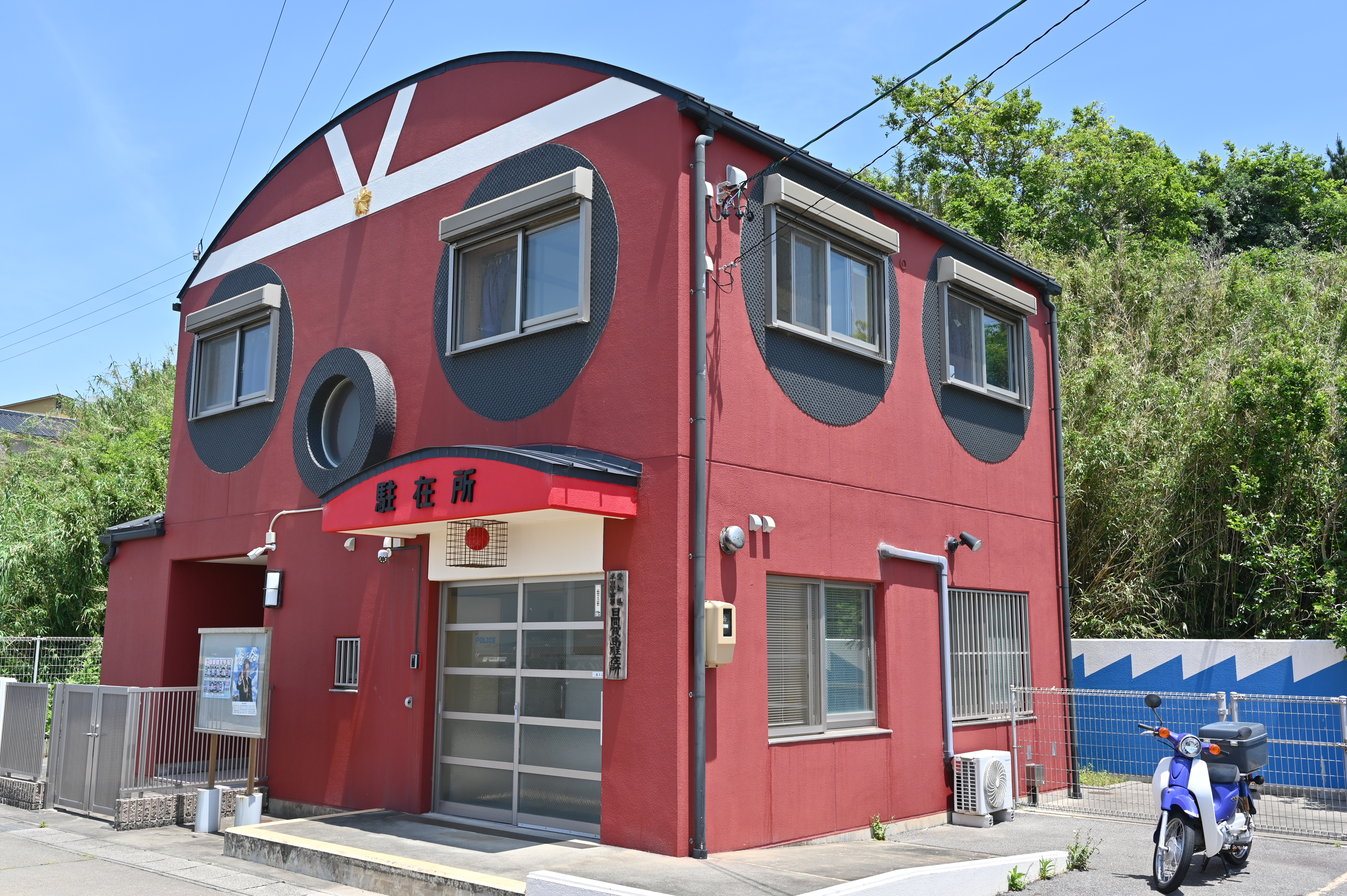
タコを模した日間賀島駐在所

## 寺社
東里にある安楽寺は聖観音を本尊とする曹洞宗の寺院である。元々は天台宗の寺院だったが、慶安4年（1651年）に曹洞宗に改められた。別堂には「たこ阿弥陀」と呼ばれる阿弥陀如来像があり、大だこに抱かれたまま海から引き揚げられたとされる胎内仏が住民に信仰されている。
西里にある長心寺は子安観音を本尊とする曹洞宗の寺院であり、大永年間（1521年-1528年）に創建された。同じく曹洞宗の呑海院は元亀元年（1570年）の開創であり、本尊の弘法大師像は鯖を抱いている。真言宗の大光院は天正15年（1587年）の開創であり、知多四国霊場の一つである。
日間賀神社はかつて八王子社と呼ばれていた。応永19年（1412年）に篠島の神明神社を勧請した際に八王子神明宮と改称し、1871年（明治4年）に現名称となった。

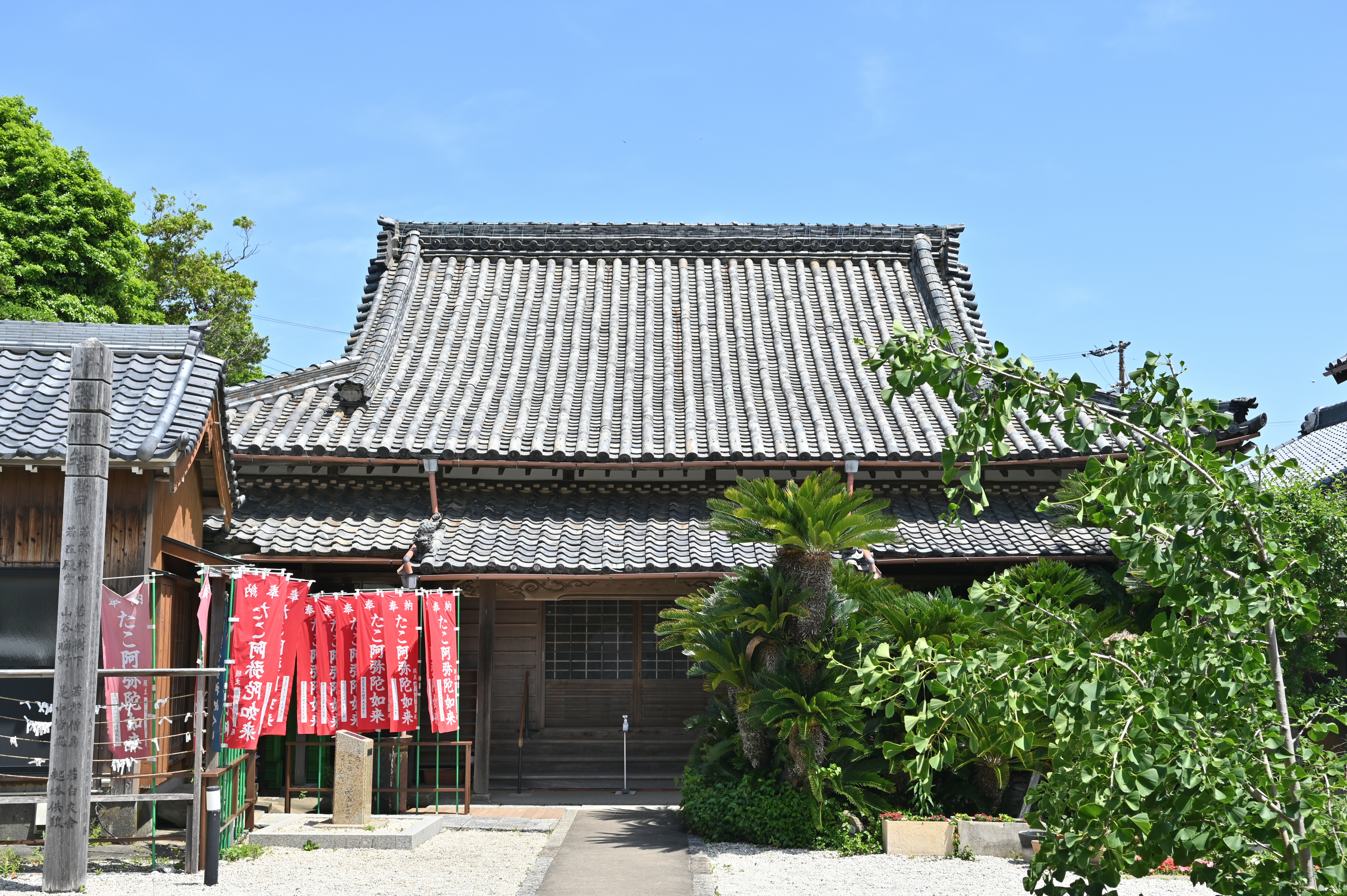
安楽寺
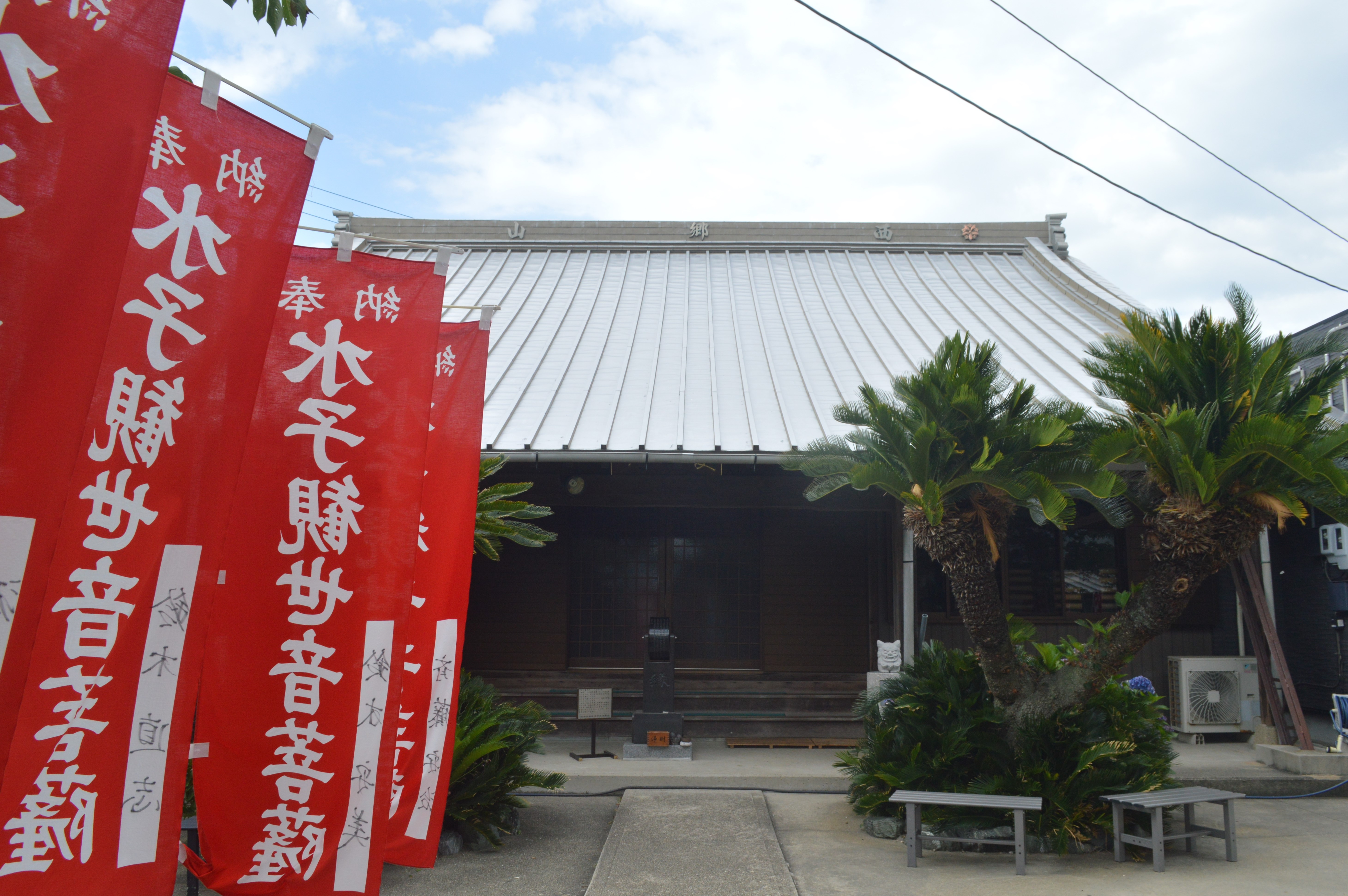
長心寺
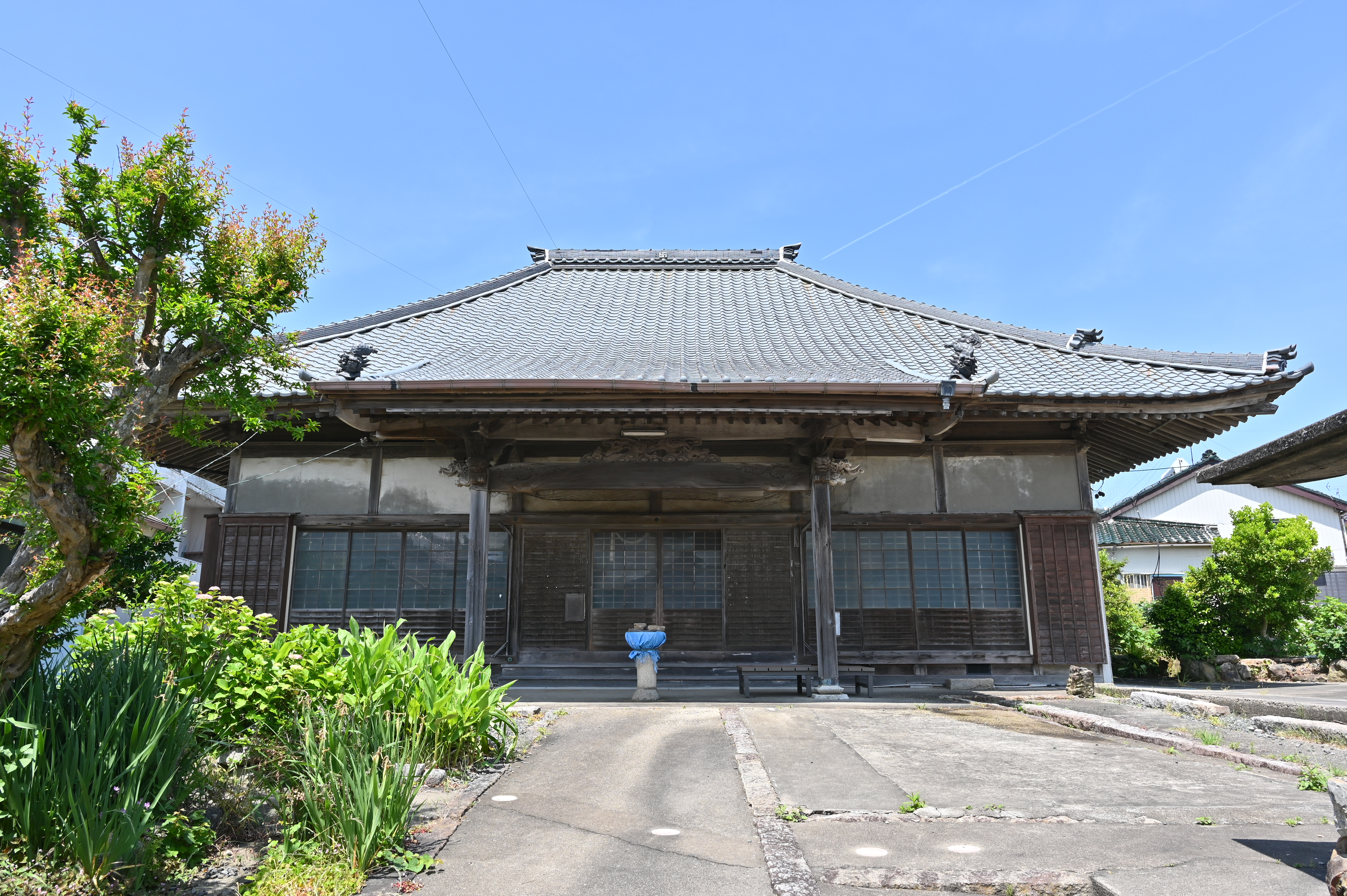
呑海院
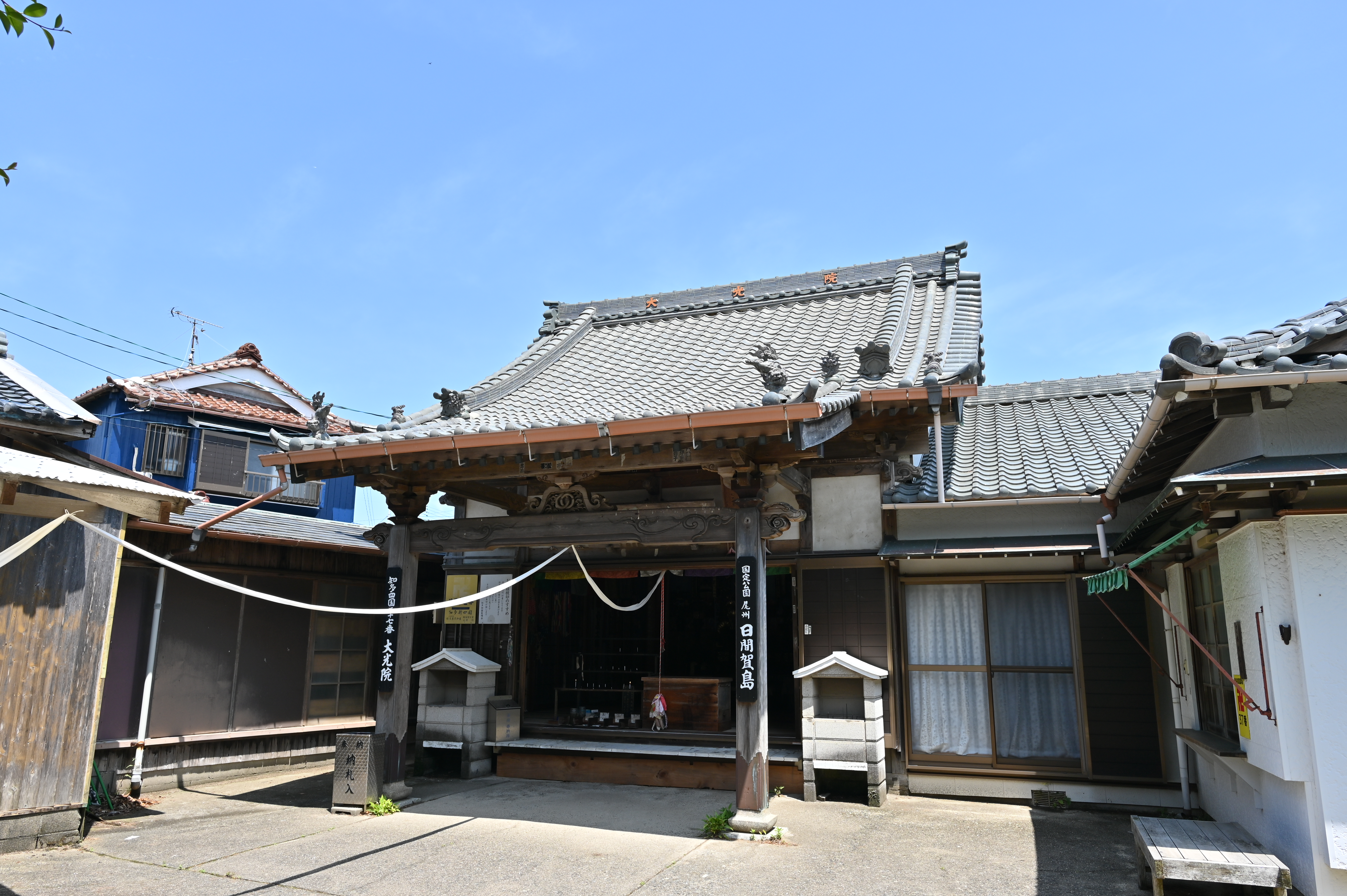
大光院
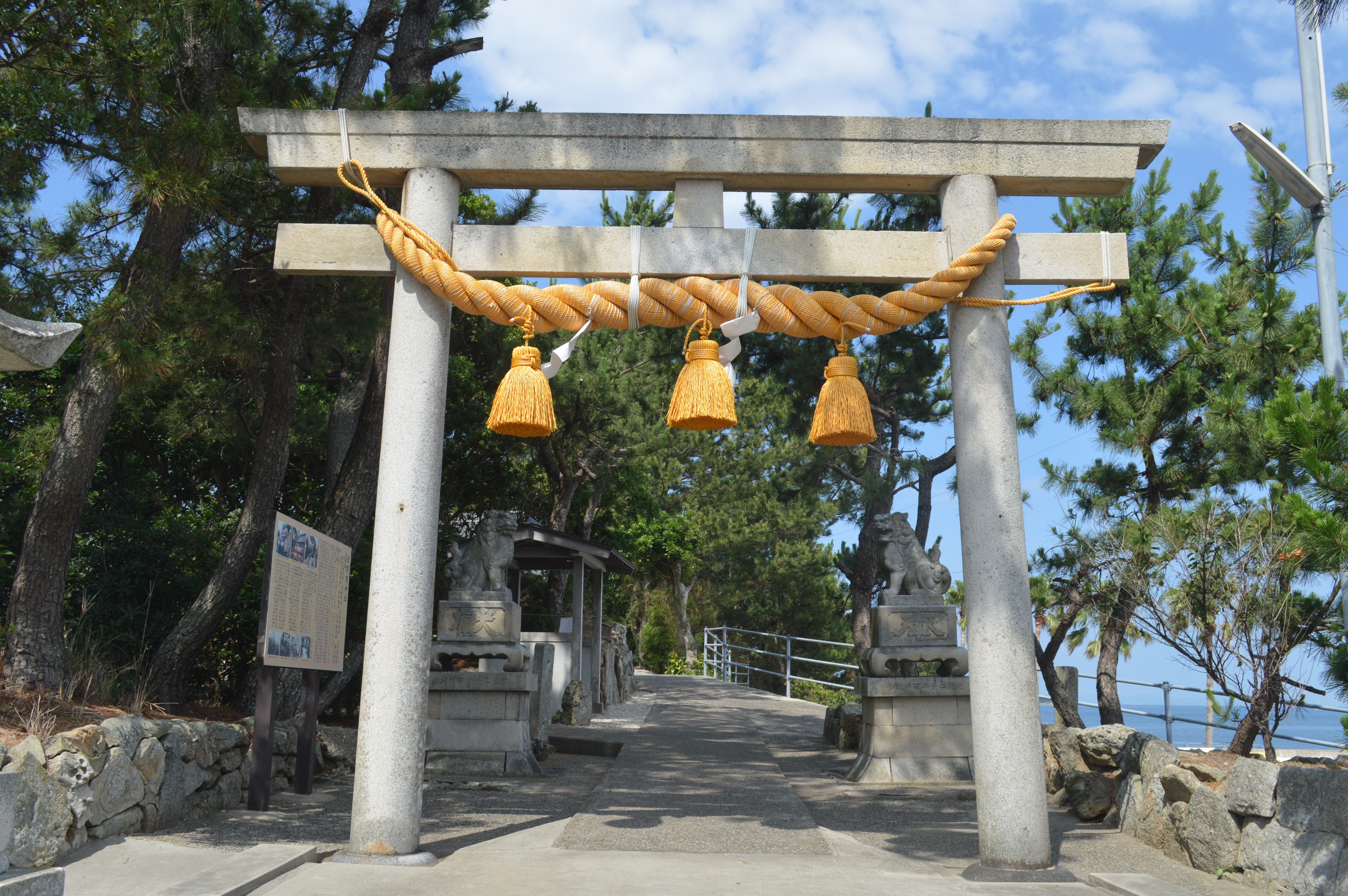
日間賀神社

## 文化
- 赤穂浪士四十七士の一人である大高忠雄（大高源吾）は日間賀島で生まれ育ったとされ、呑海院にはへその緒塚がある。大高は青雲の志を抱き江戸へ向かう途中天竜川で赤穂藩主の笠が突風で飛ばされるも島で鍛えた泳ぎで傘をつかみその縁で仕官したという[23]
- 森博嗣の小説『すべてがFになる』（講談社、1996年）の舞台である妃真加島は日間賀島から名前をとっている[11]。
- 川上弘美の谷崎潤一郎賞受賞作品『センセイの鞄』（2001年、平凡社）のモデルは日間賀島ではないかとされている[11]。
- テレビドラマ『孤独のグルメ Season4』（テレビ東京、2015年）第5話「愛知県知多郡 日間賀島のしらすの天ぷらとたこめし」の回で、日間賀島が舞台となった。
- 2024年11月29日公開の映画『フグとタコと僕らのミライ』は日間賀島を舞台としている[29]。

## ギャラリー

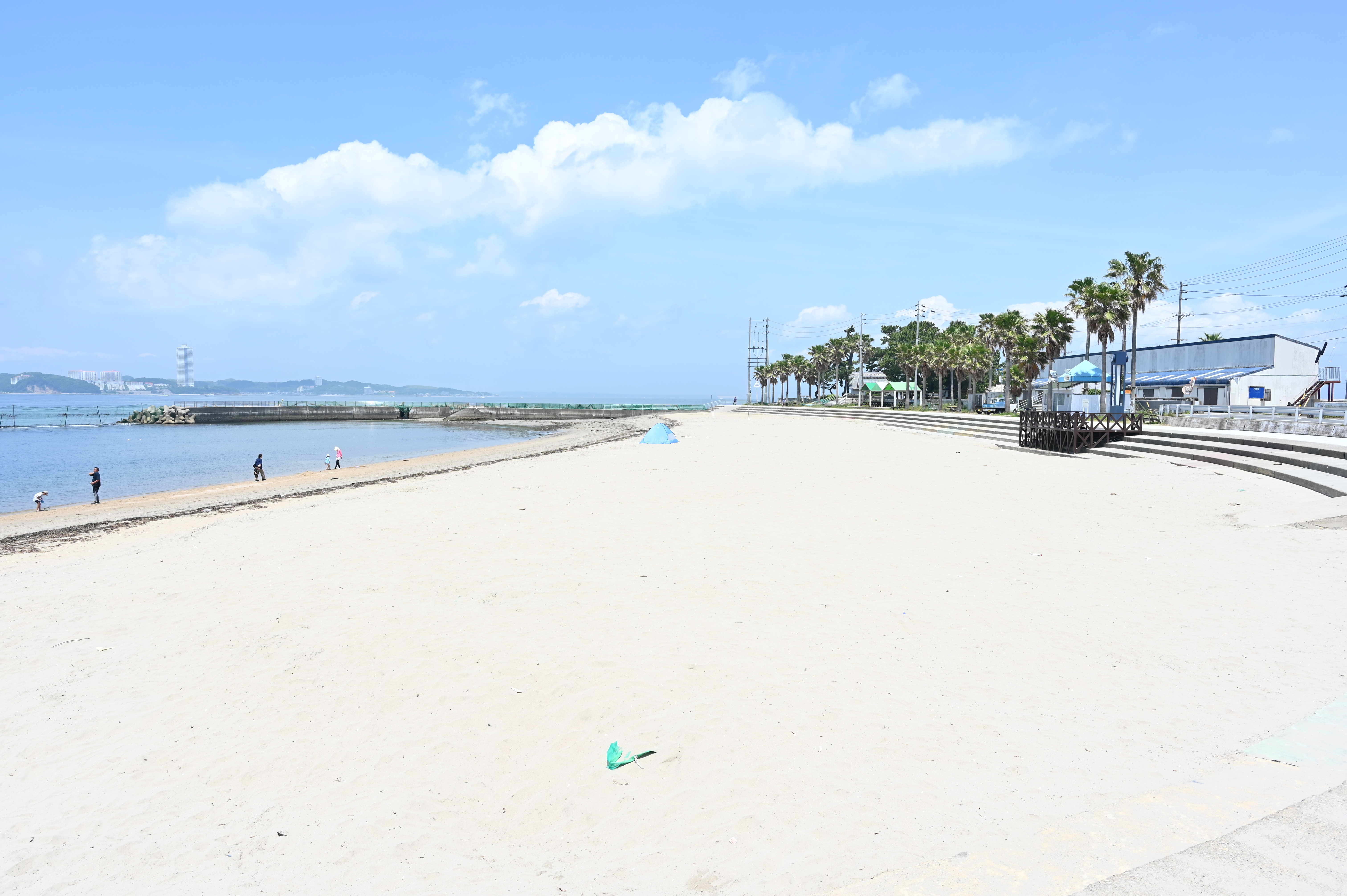
サンセットビーチ
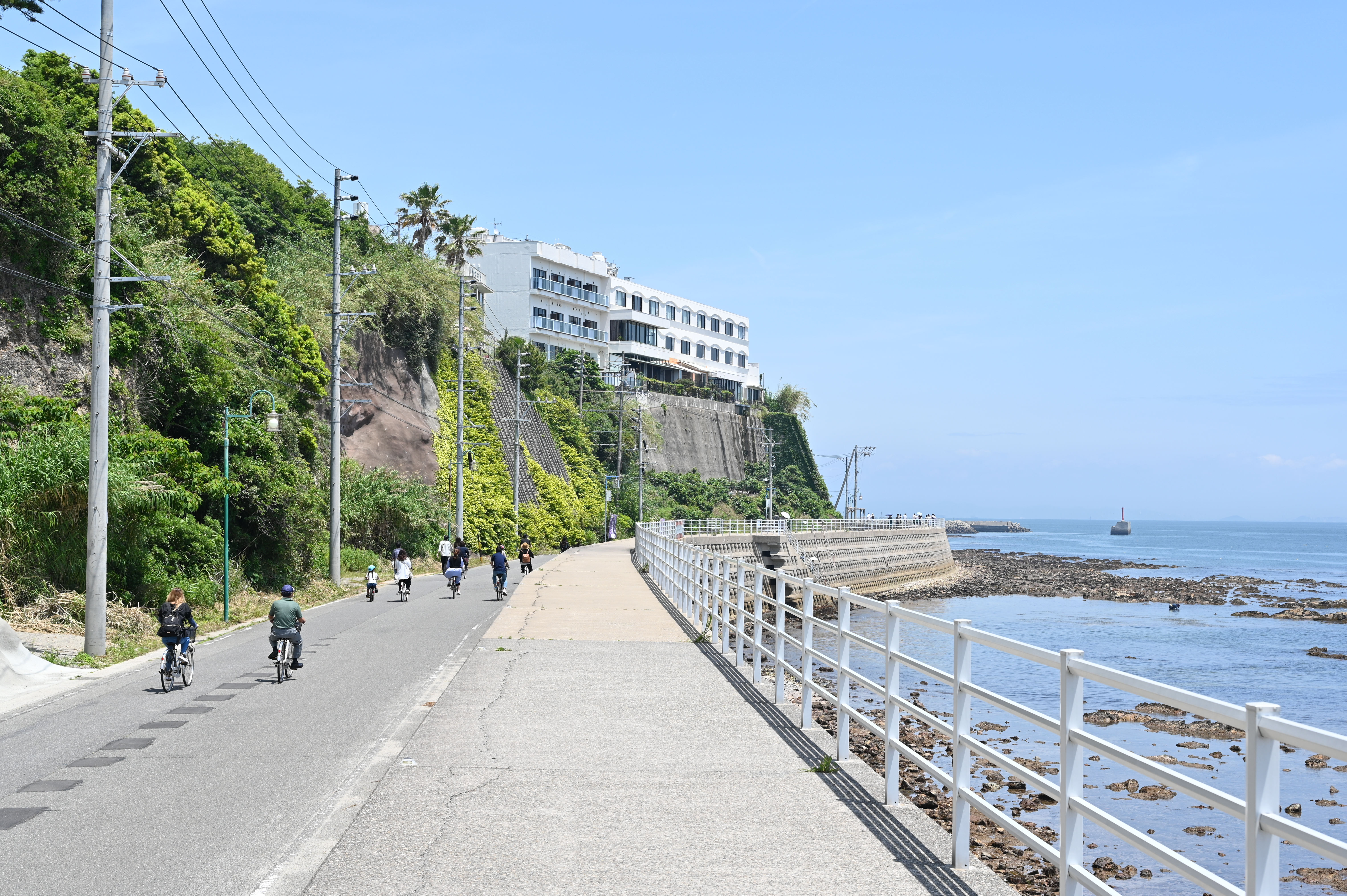
自転車で周遊する観光客
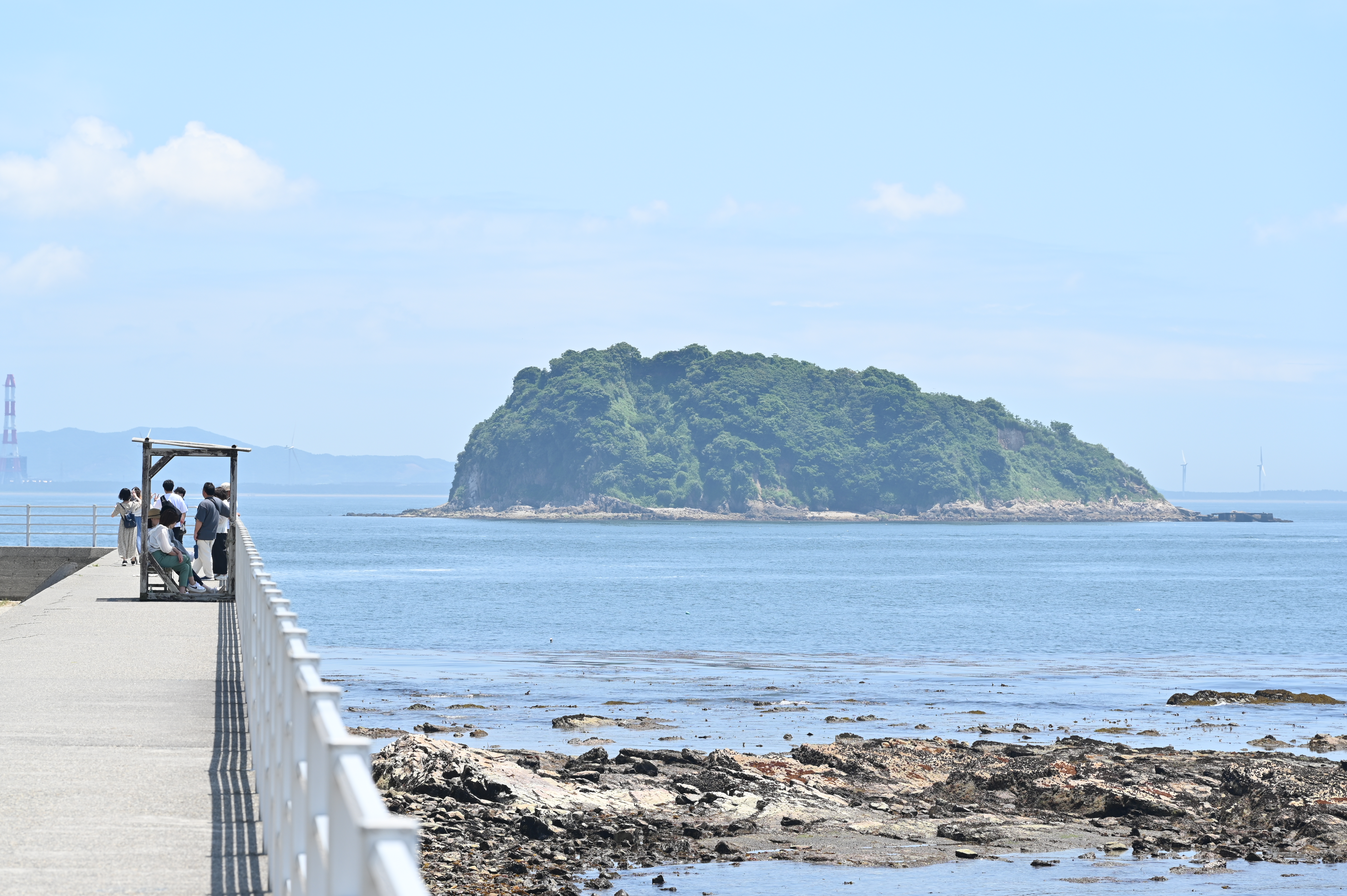
日間賀島から築見島を望む
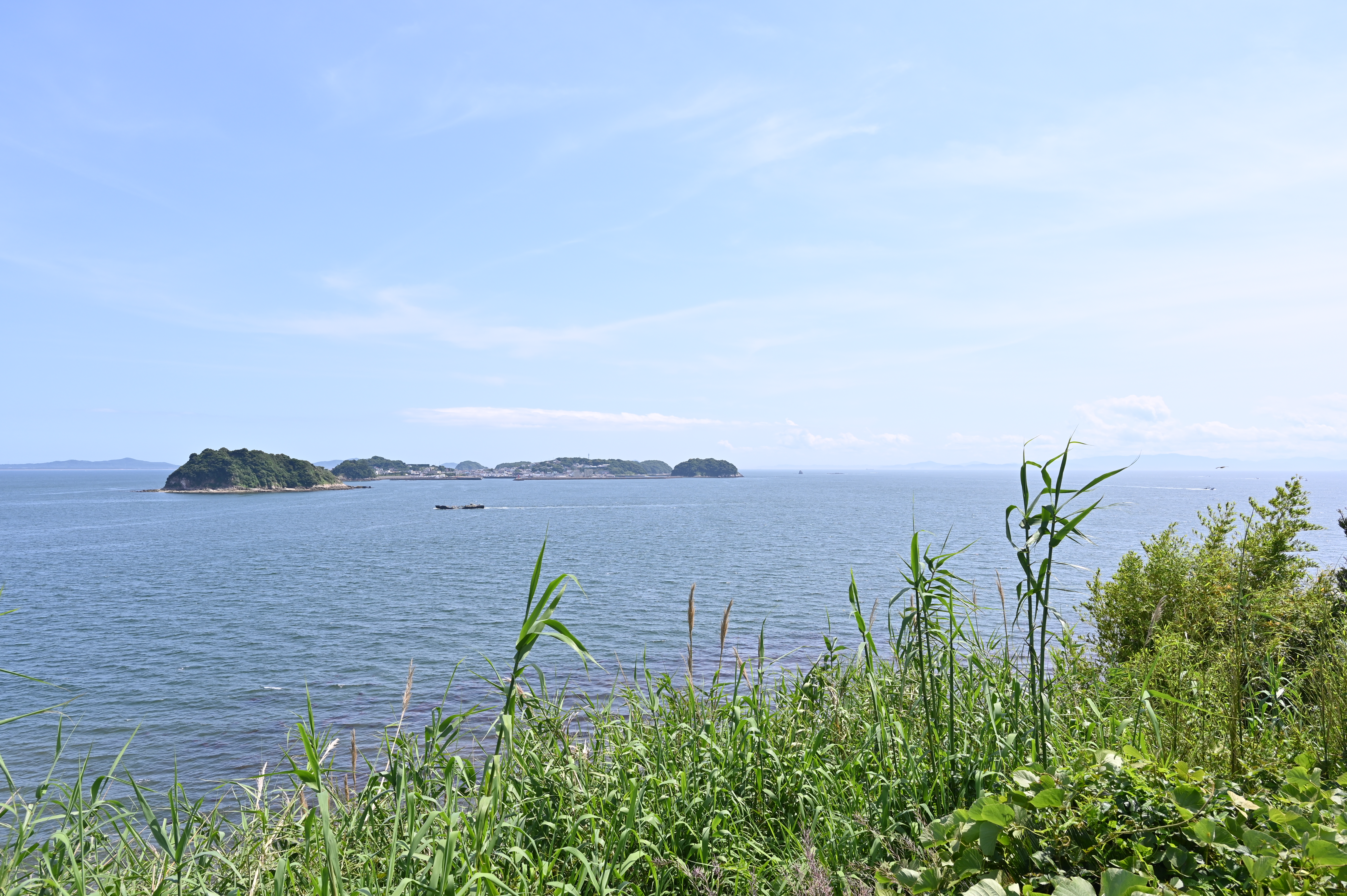
日間賀島から篠島を望む
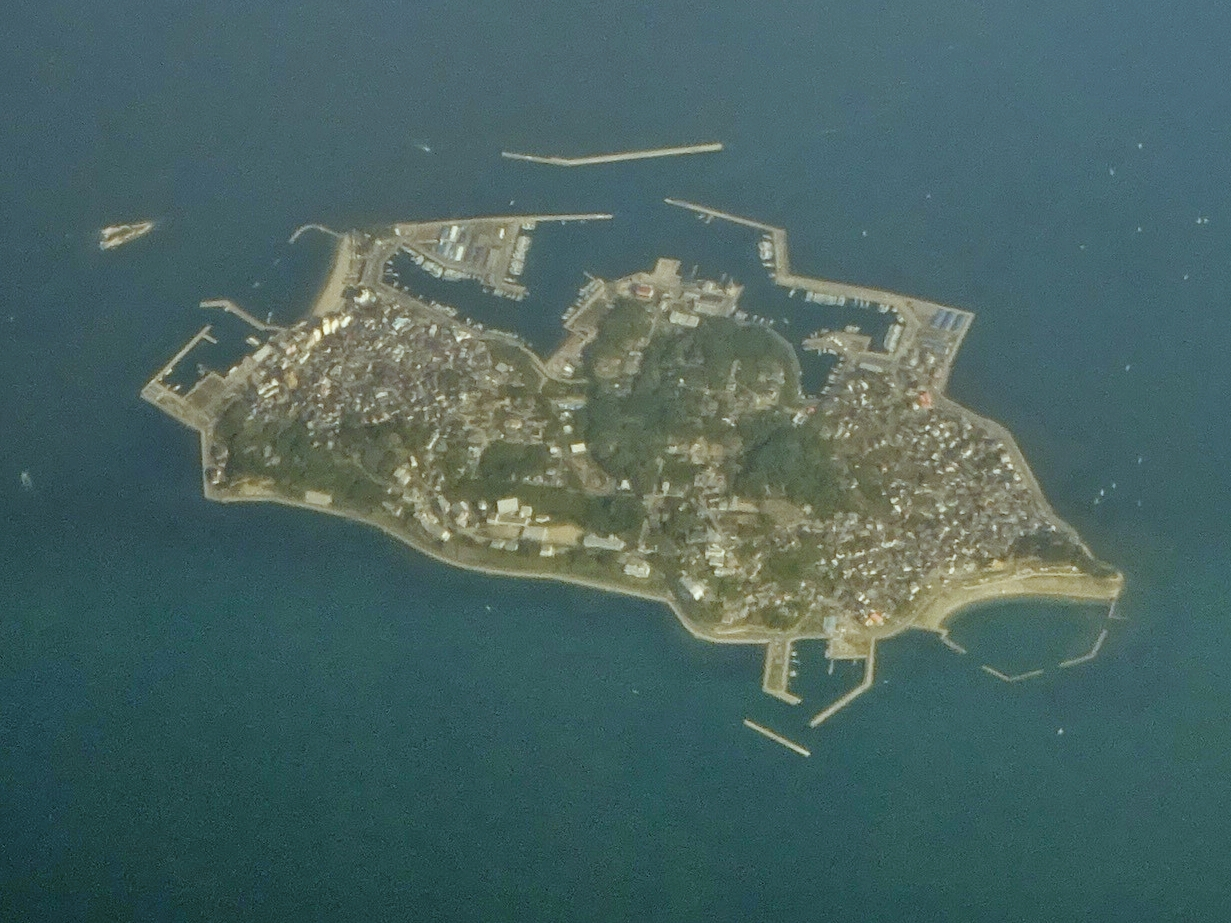
日間賀島の空中写真（2023年）